# Voivod (álbum)
Voivod es el décimo álbum de la banda homónima, publicado en marzo de 2003.
Este disco marca el regreso del vocalista Denis Bélanger (Snake), y el ingreso del exbajista de Metallica Jason Newsted como miembro fijo, bajo el seudónimo de Jasonic.
También es el último disco de la banda que el guitarrista Denis D'Amour (Piggy) vería terminado, quien fallecería de cáncer de colon en 2005, durante las sesiones de Katorz.
Voivod presentaron el álbum en el marco del Ozzfest 2003, con Newsted tocando por partida doble, con la banda, y como músico del cabeza de cartel, Ozzy Osbourne.

## Lista de canciones
- Autor Voivod, letras de Snake

```
   1- "Gasmask Revival" – 4:16
   2- "Facing Up" – 4:48
   3- "Blame Us" – 5:35
   4- "Real Again?" – 4:52
   5- "Rebel Robot" – 4:48
   6- "The Multiverse" – 5:28
   7- "I Don't Wanna Wake Up" – 5:49
   8- "Les Cigares Volants" – 4:06
   9- "Divine Sun" – 5:05
   10- "Reactor" – 3:55
   11- "Invisible Planet" – 4:37
   12- "Strange and Ironic" – 4:31
   13- "We Carry On" – 7:42 (4:38 + hidden track)
```

## Personal
- Denis Bélanger - voz
- Michel Langevin - batería
- Denis D'Amour - guitarra
- Jason Newsted - bajo